# Calenduleae
Calenduleae és una tribu de la subfamília de les asteròidies (Asteroideae).

## Gèneres
Compta amb els gèneres següents:
- Calendula
- Chrysanthemoides
- Dimorphotheca
- Garuleum
- Gibbaria
- Osteospermum
- Tripteris